# Andrés Eloy Nieves Zacarías
Andrés Eloy Nieves Zacarías (Venezuela - Cabimas, Zulia, 21 de agosto de 2020) fue un periodista y camarógrafo venezolano asesinado por las Fuerzas de Acciones Especiales (FAES).

## Biografía
Andrés Eloy Nieves era militante del Partido Socialista Unido de Venezuela (PSUV). Poco antes de morir, denunció casos de corrupción, tráfico de combustible y de drogas, trata de personas y extorsiones en Güiria.

## Asesinato
En un operativo de 20 funcionarios de las Fuerzas de Acciones Especiales, Nieves fue asesinado por éstas junto a Víctor Torres en la sede del canal Guacamaya TV, en la casa de Torres en Cabimas, el 21 de agosto de 2020. A su vez, les decomisaron sus equipos. Se denunció que les robaron también los electrodomésticos y la comida, y que la escena del crimen habría sido alterada. Posteriormente en la morgue se identificaron los cuerpos de ambos,  con disparos de armas de fuego.  La versión oficial inicialmente apuntó a Nieves Zacarías como parte de una banda delictiva y a su homicidio como parte de un enfrentamiento armado. La Sociedad Interamericana de Prensa (SIP) condenó su asesinato y la Unesco pidió investigarlo.
En 2021 la Fiscalía condenó a los agentes Freddy Rangel Deroy Ramírez y David Miguel Guerrero Moreno a 21 años, ocho meses y 21 días de prisión por su asesinato y a Andrés José Moreno a 18 años, dos meses y 26 días de prisión por su participación. El fiscal general Tarek William Saab solicitó la detención de la exfiscal Jackbe de los Ángeles Galván Azuaje por ayudar a escapar al oficial José Salas Montiel.